# Boštjan Kovačič
Boštjan Kovačič, slovenski sociolog, diplomat in politik, 28. april 1950, Žužemberk. 
Obiskoval je novomeško gimnazijo, nadaljeval študij sociologije na Fakulteti za družbene vede Univerze v Ljubljani, kjer je tudi magistriral. Na volitvah leta 1990 je sodeloval na listi LDS. Bil je izvoljen za neprofesionalnega poslanca takratnega parlamenta (1990 - 1992) in postal je predsednik novomeške vlade, Izvršnega sveta Skupščine občine Novo mesto. V vladi Janeza Drnovška je bil od leta 1994 minister brez resorja Republike Slovenije, odgovoren za lokalno samoupravo. Med letoma 1998 in 2002 je bil veleposlanik Republike Slovenije v Zagrebu. Od leta 2002 do 2006 je bil novomeški župan.